# Kostel svatého Josefa (Voletiny)
Kostel svatého Josefa ve Voletinách, okrajové části města Trutnova, je římskokatolická pseudorománská sakrální stavba, součást areálu místního hřbitova. Nachází se na území farnosti – arciděkanství Trutnov I. Kostel je od roku 1994 chráněn jako Kulturní památka České republiky.

## Historie
V místě se původně nacházela kaple, která již v závěru 19. století byla shledávána jako sešlá a nevyhovující. V roce 1895 zde byl založen hřbitov a v souvislosti s tím byla původní kaple nahrazena novostavbou kostelíka v pseudorománském stylu. Náklady na stavbu pokryla obec Voletiny. V průběhu let nebylo příliš dbáno na údržbu kostela, neboť byl konstatován jeho nedobrý technický stav. Svépomocné opravy (zejména v interiéru) proběhly v roce 1947. Později opět chátral, koncem 80. let 20. století byl stav kostela opět velmi špatný. Dílčí opravy proběhly v letech 1993–1994. Generální oprava pak proběhla až v letech 2004–2009. Tyto opravy završilo znovuvysvěcení kostela 22. března 2009 královéhradeckým pomocným biskupem Josefem Kajnekem.

### Zvony
Do věže byl zavěšen zvon z roku 1803, zřejmě pocházející z původní kaple. Zvonů zde bylo více, podlehly však válečným rekvizicím v letech 1916 a 1942. Malý zvon se nachází také v sanktusníku nad hřbitovní márnicí.

### Varhany
Varhany v kostele postavil trutnovský varhanář Johann Friess v roce 1897. U těch byl v roce 1950 konstatován naprosto dezolátní stav a k doprovázení bohoslužeb začalo být používáno harmonium, pořízené z finančních darů farníků. Varhany byly rekonstruovány až v roce 2007.

## Současnost
V kostele jsou konány pravidelně jednou měsíčně nedělní bohoslužby, mimo to slouží především pro pohřební obřady.

## Stavební podoba
Kostelík svatého Josefa je pseudorománská neorientovaná stavba. K obdélné lodi přiléhá půlkruhový, mírně zúžený presbytář. Nad vstupním průčelím se tyčí 35 metrů vysoká štíhlá věž, která je tak jednou z dominant Voletin. Celý interiér kostela je plochostropý. Zařízení je pseudorománské z doby výstavby kostela. Ze dvou stran ke kostelu přiléhá hřbitov. Na hřbitově, při vnější zdi kostela je několik historicky cenných náhrobků. 